# Jan Quido Veselík
Pour les articles homonymes, voir Veselík.
Jan Quido Veselík (Bruntál, 10 janvier 1813 - Litomyšl, 21 juin 1866) est un relieur et libraire tchèque.

## Biographie
Veselík dirige sa propre librairie à Litomyšl à partir de 1835, et après 1861 la première librairie tchèque de la ville. Il participe à la vie publique locale et est apprécié comme homme d'affaires prospère, patriote et philanthrope.
Jan Quido Veselík est né à Bruntál en Silésie autrichienne dans la famille d'un officier de l'armée impériale affecté au régiment local, originaire de Litomyšl, où la famille est revenue plus tard. Il est diplômé du lycée piariste tchèque local et poursuit une formation de relieur.